# Befehlshaber des Rückwärtigen Heeresgebietes
Een Befehlshaber des Rückwärtigen Heeresgebietes (afgekort: Berück) (vrij vertaald: bevelhebber van het in de achterhoede gelegen legergebied) was een bevelhebber van de Wehrmacht in de oorlog tegen de Sovjet-Unie. Een Berück opereerde met een legergroep in het operationele gebied van de uitvoerende macht, en steunde in dit gebied op een militair bestuur. Het in de achterhoede gelegen legergebied, was directe achter de front ingericht, en het Oberkommando van de respectievelijke legers (AOK) oefende de executieve functies uit. 
De voornaamste taak van de Berücks was, het "waarborgen van vrede en orde" in het militaire district. Het beschermen van de logistieke basissen en de logistieke routen naar het front. De registratie van voorraden in de bezette gebieden, en het bewaking en afvoeren van krijgsgevangenen. Deze militaire taken hadden prioriteit op alle andere taken.
Als tweede taak, hadden de Berücks de opdracht om een bestuur op te bouwen. En het land voor oorlogseconomische aspecten te exploiteren. Onder het tweede taak vielen bijvoorbeeld ook het opstarten dan wel het heropstarten van voor de oorlog belangrijke ondernemingen in de gebieden.
Elke Berück had een operationeel gebied van ongeveer 80.000 tot 200.000 vierkante kilometer te beveiligen.
Op een effectieve strijd tegen partizanen waren de Berücks niet voorbereid, dit omdat de Wehrmacht niet op een grote partizanenbeweging rekende. De Endsieg (Eindoverwinning) werd al in 1941 verwacht. En de Wehrmacht had voor een langere oorlog in het Oosten niets gepland. 
Om hun beveiligingstaken te kunnen vervullen, werd er door de Wehrmacht nieuwe Sicherungsdivisionen (beveiligingsdivisies) opgericht. De samenstelling van deze divisies bestond vaak uit oude en slecht opgeleide mannen. Deze divisies waren ook slecht uitgerust en meestal met buitgemaakte wapens bewapend. De beveiligingstroepen hadden te weinig capaciteit om iets uit te richten tegen de toenemende partizanenactiviteiten in de bezette gebieden van de Sovjet-Unie. Derhalve moesten ze door hulptroepen en soldaten van bondgenoten, in het bijzonder door Hongaarse troepen versterkt worden. Op 21 mei benoemde Himmler voor elk in de achterhoede gelegen legergebied een HSSPF. De Berück moest samenwerken met de bevoegde Höheren SS- und Polizeiführer (HSSPF), waarvan de eenheden van de Ordnungspolizei en de SD onder zijn bevel gesteld waren. Naarmate de gevechten in de achterhoede gelegen gebieden toenamen, ontvingen de Berücks vanaf april 1942 de extra titel van Kommandierender General der Sicherungstruppen (Bevelvoerend-generaal van de Beveiligingstroepen).
Tussen de opmars van de Wehrmacht in 1941, en het einde van 1942 vonden er de grootste deel van de moordpartijen tegen de Russische Joden door Einsatzgruppen in het Berücks-operationele gebied plaats. Deze speciale eenheden en de compagnieën van de Einsatzgruppen werden aan elk Berück  een toegewezen, maar deze waren niet onder het  bevel Berück gesteld. Niet alleen liquidaties, maar ook onderzoek en het bestrijden van anti-Rijksvijandigheden was de taak van de Sicherheitspolizei. In de praktijk bleven de bevoegdheden die de Sicherheitspolizei in het Rijk had, ook gelden voor de bezette oostelijke gebieden.
Het in de achterhoede gelegen legergebied was als volgt opgebouwd:
- Befehlshaber des Rückwärtigen Heeresgebietes
- Oberfeldkommandantur (divisie niveau)
- Feldkommandantur (regimentsniveau)
- Ortskommandantur (batajonsniveau en locale posten)

De eerste bevelhebber van het in de achterhoede gelegen legergebied met zijn staf, werd op 15 maart 1941 opgericht. Officieel werd op 25 juni 1941 per Führerbefehl toestemming verleend. De veroverde gebieden van de respectievelijke in de achterhoede gelegen legergebieden bij de opmars naar het oosten, zouden op voorstel van de legergroepen aan de OKH beslist worden. Als veilig geldende gebieden moesten aan het geplande politieke bestuur worden overgedragen. Hitler hield hierover het definitieve beslissingsrecht. Zodat de legergroepen zich op hun gevechtsoperaties konden concentreren. Begin van 1941 werd er een algemene commandostaf per legergroep gevormd. De Berücks moesten de uitvoerende macht in hun gebieden volgens de instructies van de opperbevel van de legergroep uit voeren. De staf van de Berücks legde ook aan de Generalquartiermeister (Generaalkwartiermeester) Eduard Wagner verantwoording af. De Generalquartiermeister was algeheel verantwoordelijk voor de veiligheid in de achterhoede gelegen legergebieden. Met het ineenstorten van de Heeresgruppe Mitte in de aanloop van operatie Bagration midden 1944, verloren de bevelhebbers van het in de achterhoede gelegen legergebieden hun functie, alle staven werden ontbonden en de resterende beveiligingstroepen werden aan ergens anders onder bevel gesteld.
Deze legercommandanten presideerden over een imperium van terreur en wreedheid— Historicus Michael Parrish; geciteerd in: The Lessor Terror; Soviet State Security, 1939-1953, p.127.

## Bevelhebbers

### Nord(Noord)
In de achterhoede gelegen legergebied Noord, is het gebied achter de Heeresgruppe Nord:
| Nr. | Afbeelding | Naam                                                  | Aangetreden      | Einde termijn         | Opmerking |
| --- | ---------- | ----------------------------------------------------- | ---------------- | --------------------- | --- |
| 1   |            | General der Infanterie Franz von Roques (1887–1967)   | 15/16 maart 1941 | 1 april 1943          | Franz von Roques was de neef van Karl von Roques, beide waren bevelhebbers van een in de achterhoede gelegen legergebied. |
| 2   |            | General der Infanterie Kuno-Hans von Both (1884–1955) | 1 april 1943     | 26 maart/1 april 1944 | |

### Mitte(Midden)
In de achterhoede gelegen legergebied Midden, is het gebied achter de Heeresgruppe Mitte:
| Nr. | Afbeelding | Naam                                                            | Aangetreden         | Einde termijn                | Opmerking                                                                                               |
| --- | ---------- | --------------------------------------------------------------- | ------------------- | ---------------------------- | --- |
| 1   |            | General der Infanterie z. V. Max von Schenckendorff (1875–1943) | 15/16/25 maart 1941 | 22 juli 1943                 | Tijdens verlof aan een hartstilstand overleden.                                                         |
| 2   |            | General der Gebirgstruppe Ludwig Kübler (1889–1947)             | 22 juli 1943        | 30 september/ 1 oktober 1943 | m.d.W.d.G.b. – „mit der Wahrnehmung der Geschäfte beauftragt“ (met de waarneming van de functie belast) |
| 3   |            | General der Kavalerie Edwin von Rothkirch und Trach (1888–1980) | 1 oktober 1943      | 1 juli 1944                  | |

### Süd(Zuid)
In de achterhoede gelegen legergebied Zuid, is het gebied achter de Heeresgruppe Süd:
| Nr. | Afbeelding | Naam                                                     | Aangetreden      | Einde termijn    |
| --- | ---------- | -------------------------------------------------------- | ---------------- | ---------------- |
| 1   |            | General der Infanterie z. V. Karl von Roques (1880–1949) | 15/16 maart 1941 | 27 oktober 1941  |
| 2   |            | General der Infanterie Erich Friderici (1885–1967)       | 27 oktober 1941  | 1 juni 1942      |
| 3   |            | General der Infanterie Karl von Roques (1880–1949)       | 1 juni 1942      | 9 juli 1942      |
| 4   |            | General der Infanterie Erich Friderici (1885–1967)       | 31 december 1942 | 14 februari 1943 |
| 5   |            | General der Infanterie Joachim Witthöft (1887–1966)      | 14 februari 1943 | 1 oktober 1943   |
| 6   |            | General der Infanterie Friedrich Mieth (1888–1944)       | 27 oktober 1943  | 2 september 1944 |